# Stratton (Colorado)
Stratton és una població dels Estats Units a l'estat de Colorado. Segons el cens del 2000 tenia 669 habitants.

## Demografia
Segons el cens del 2000, Stratton tenia 669 habitants, 287 habitatges, i 189 famílies. La densitat de població era de 561,5 habitants per km².
Dels 287 habitatges en un 30,3% hi vivien nens de menys de 18 anys, en un 57,1% hi vivien parelles casades, en un 4,5% dones solteres, i en un 34,1% no eren unitats familiars. En el 30% dels habitatges hi vivien persones soles el 15,7% de les quals corresponia a persones de 65 anys o més que vivien soles. El nombre mitjà de persones vivint en cada habitatge era de 2,31 i el nombre mitjà de persones que vivien en cada família era de 2,92.
Per edats la població es repartia de la següent manera: un 25,3% tenia menys de 18 anys, un 7% entre 18 i 24, un 26% entre 25 i 44, un 23,5% de 45 a 60 i un 18,2% 65 anys o més.
L'edat mediana era de 40 anys. Per cada 100 dones de 18 o més anys hi havia 97,6 homes.
La renda mediana per habitatge era de 32.500 $ i la renda mediana per família de 36.964 $. Els homes tenien una renda mediana de 31.875 $ mentre que les dones 17.857 $. La renda per capita de la població era de 15.428 $. Entorn del 7% de les famílies i el 9,4% de la població estaven per davall del llindar de pobresa.

## Poblacions més properes
El següent diagrama mostra les poblacions més properes.